# Noyes Island

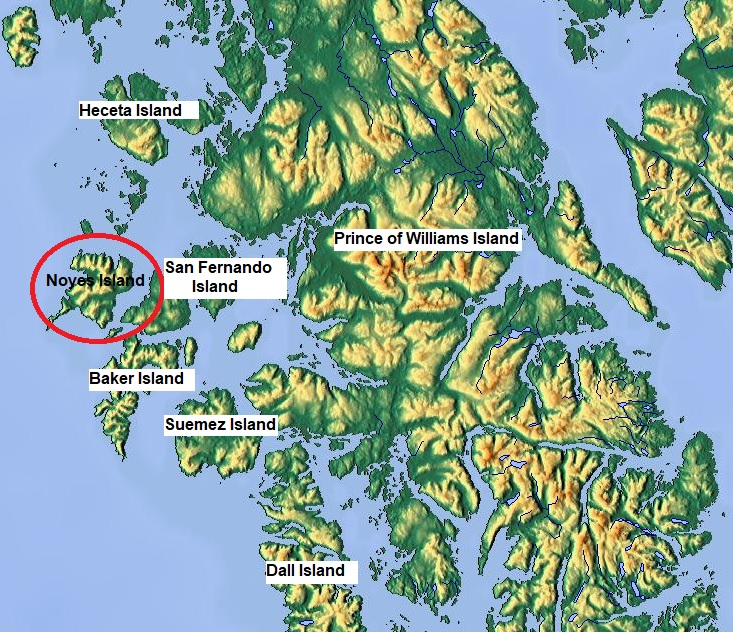
Noyes Island omcirkeld

Noyes Island is een eiland in de Alexanderarchipel in de Alaska Panhandle in het zuidoosten van Alaska in de Verenigde Staten.

## Geografie
Het eiland ligt ten westen van het Prins van Waleseiland aan de Golf van Alaska. Ten oosten van het eiland ligt Lulu Island, waarvan het gescheiden wordt door het Saint Nicholas Channel, en ten zuidoosten Cone Island en Baker Island. Naar het noorden liggen de Maurelle Islands (aan de overzijde van de Arriaga Passage). Ten noordoosten ligt de Golf van Esquibel en ten noordwesten de Iphigenia Bay.

## Geschiedenis
De eerste Europeaan die het eiland opmerkte was Aleksej Tsjirikov in 1741.
Het eiland werd in 1879 vernoemd door William Healy Dall van de United States Coast and Geodetic Survey (USC&GS) naar William M. Noyes, ook van de USC&GS, die van 1873 tot 1880 in Alaska gestationeerd was. 